# La ciudad de las fieras
La ciudad de las fieras (span. für „Die Stadt der wilden Tiere“, internationaler englischsprachiger Titel The City of Wild Beasts) ist ein Filmdrama von Henry Rincón, das im März 2021 beim Miami International Film Festival seine Premiere feierte.

## Handlung

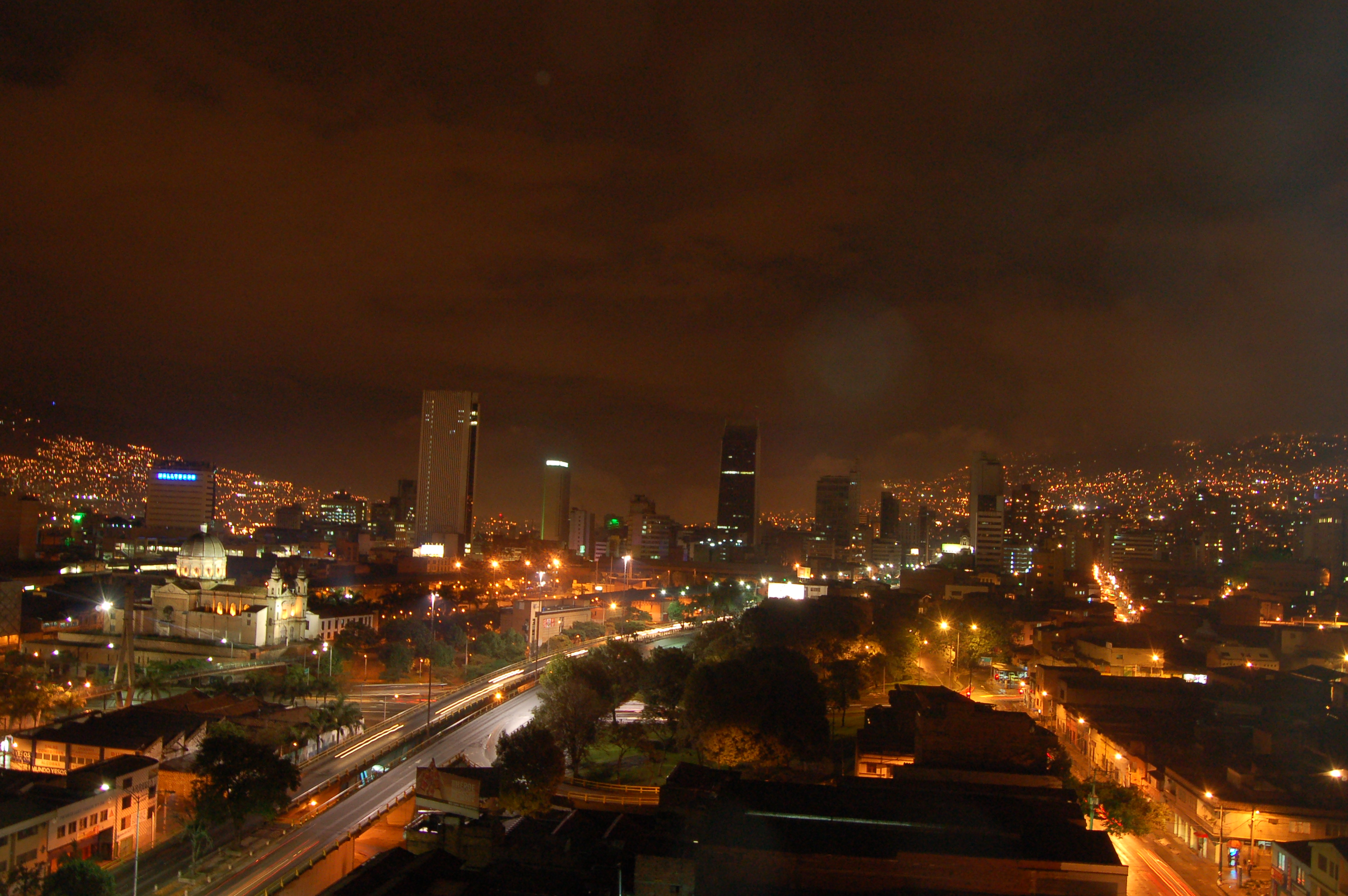
Als er von Gangmitgliedern gesucht wird, muss Tato Medellín verlassen

Tato scheint ein gewöhnlicher Teenager zu sein, der versucht, in Medellín sein Leben zu leben. Er und seine Freunde Pitu und La Crespa verbringen ihre Abende mit Rap-Battles, fahren durch die menschenleeren Straßen und taggen die Gebäude mit ihren Graffiti. Jedoch ist Tatos Mutter gestorben, und als Minderjähriger soll er unter die Obhut seines Großvaters Octavio gestellt werden, den er kaum kennt. Dieser lebt auf dem Land. 
Als Tato von einigen Gangmitgliedern gesucht wird, flüchtet er sich zu dem Großvater, der anfangs noch skeptisch ist. Zwei Generationen und zwei Lebensweisen prallen aufeinander, und es braucht Zeit, bis Don Octavio seinen Enkel akzeptiert. Tato beginnt sich zu öffnen und findet die familiäre Bande, die er in seinem Leben verloren glaubte. Octavio erzählt ihm, warum er und seine Tochter sich aus den Augen verloren haben und was aus Tatos Vater geworden ist.

## Produktion
Regie führte der kolumbianische Filmemacher und ausgebildete Film- und Theaterschauspieler Henry Rincón. In seinem Regiedebüt Pasos de Héroe, das September 2016 in die kolumbianischen Kinos kam, erzählt er, basierend auf realen Ereignissen, die Geschichte eines 10-jährigen Jungen, der in einem bewaffneten Konflikt, wie sie in Kolumbien auf der Tagesordnung stehen, sein Bein verloren hat. Dies ist für den Jungen jedoch kein Hindernis, ein Fußballteam zu gründen und mit diesem an Turnieren in seiner Stadt teilzunehmen. Auch in La ciudad de las fieras, seinem zweiten Film, beschäftigt sich Rincón mit den schwierigen Bedingungen für junge Menschen in seinem Heimatland und in einer Welt, die ihnen nichts zu bieten scheint. Das Drehbuch hatte er bereits 2017 geschrieben.
Für Nachwuchsschauspieler Bryan Córdoba, der Tato spielt, handelt es sich um seine erste Filmrolle überhaupt, ebenso für Óscar Atehortúa, der seinen Großvater Octavio spielt.
Eine erste Vorstellung erfolgte am 10. März 2021 beim Miami International Film Festival. Im Juni 2021 wurde er beim Filmfestival Málaga gezeigt.

## Auszeichnungen
Filmfestival Málaga 2021
- Lobende Erwähnung (Henry Rincón)[4]

Miami Film Festival 2021
- Auszeichnung mit dem Ibero-american Feature Film Award
- Auszeichnung mit dem Oolite Arts Miami Film Festival Trailer Award (Raphael Lubzanski)[5]